# حمزه یوسف (سیاستمدار)
حمزه هارون یوسف (انگلیسی: Humza Haroon Yousaf؛ زادهٔ ۷ آوریل ۱۹۸۵) سیاستمدار اسکاتلندی است که به عنوان رهبر حزب ملی اسکاتلند (SNP) و وزیر اول اسکاتلند از ۲۹ مارس ۲۰۲۳ تا ۷ مه ۲۰۲۴ خدمت کرد. حمزه یوسف، نخستین رهبر مسلمان یکی از احزاب عمده بریتانیا و جوانترین وزیر اول اسکاتلند بود. او پیش از این در کابینه نیکولا استورجن به عنوان وزیر دادگستری از سال ۲۰۱۸ تا ۲۰۲۱ و سپس به عنوان وزیر بهداشت از سال ۲۰۲۱ تا ۲۰۲۳ عضویت داشت. وی از سال ۲۰۱۶ عضو پارلمان اسکاتلند (MSP) برای حوزه انتخابیه گلاسکو پولوک بوده و پیش از آن نیز از سال ۲۰۱۱ تا ۲۰۱۶ نماینده منطقه گلاسکو بوده است.

## زندگی‌نامه
یوسف در خانواده‌ای از مهاجران پاکستانی در گلاسکو زاده شد. پدر او اصالتاً اهل پاکستان است که در دهه ۱۹۶۰ به اسکاتلند مهاجرت کرد. مادر حمزه یوسف از یک خانواده با تبار شبه‌قاره هند در کنیا است. حمزه یوسف در دانشگاه گلاسکو در رشته علوم سیاسی تحصیل کرد.
او پیش از اینکه به عنوان دستیار پارلمانی بشیر احمد، نخستین مسلمانی که در سال ۲۰۰۷ به عضویت پارلمان اسکاتلند انتخاب شد، کار کند. دو سال پس از درگذشت بشیر احمد، یوسف به عنوان دستیار پارلمانی مشغول به کار شد. او از دستیاران پارلمانی الکس سموند و نیکولا استورجن بود. حمزه یوسف پیش از ورود به پارلمان اسکاتلند در سال ۲۰۱۱ در ستاد SNP به عنوان افسر ارتباطات کار می‌کرد. یوسف که در سال ۲۰۱۲ به عنوان وزیر جوان در سالموند منصوب شد تا سال ۲۰۱۴ به عنوان وزیر امور خارجی و توسعه بین‌المللی خدمت کرد.
هنگامی که استورجن در سال ۲۰۱۴ وزیر اول شد یوسف پیش از اینکه در سال ۲۰۱۶ به عنوان وزیر ترابری و جزایر منصوب شود به عنوان وزیر اروپا منصوب شد. به عنوان بخشی از تغییر کابینه دولت دوم استورجن در سال ۲۰۱۸ یوسف به عنوان وزیر دادگستری به کابینه ارتقا یافت. او لایحه بحث‌برانگیز جنایات نفرت‌انگیز را معرفی کرد. در سال ۲۰۲۱ او در مرحلهٔ بعدی همه‌گیری کووید ۱۹ به سمت وزیر بهداشت منصوب شد و مسئول بهبودی NHS و همچنین اجرای گستردهٔ برنامه واکسیناسیون بود که در دوره قبلی او آغاز شد. پس از اعلام قصد استورجن برای استعفا از رهبری SNP و وزیر اول اسکاتلند، یوسف در انتخابات رهبری SNP در سال ۲۰۲۳ پیروز شد و کیت فوربس را با اختلاف ۵۲ درصد در مقابل ۴۸ درصد در دومین رای‌گیری شکست داد.
حمزه یوسف یکی از نزدیکترین چهره‌ها به نیکولا استورجن بوده و ناظران در اسکاتلند پیروزی او را تداوم خط سیاسی استورجن می‌دانستند. اعضای حزب ملی اسکاتلند امیدوار بودند اسکاتلند به رهبری حمزه یوسف روند استقلال از بریتانیا را تکمیل کند.